# هنری واس
هنری واس (به انگلیسی: Henry Wace) (زادهٔ ۲۱ سپتامبر ۱۸۵۳ - درگذشته ۵ نوامبر ۱۹۴۷) بازیکن فوتبال اهل کشور انگلستان که سابقهٔ بازی در تیم ملی فوتبال انگلستان را در کارنامهٔ خود دارد. وی در تاریخ ۲ مارس ۱۸۷۸ نخستین بازی ملی خود را در مقابل تیم ملی فوتبال اسکاتلند انجام داد و با حضور در ۳ بازی ملی، در تاریخ ۵ آوریل ۱۸۷۹ واپسین بازی ملی‌اش را در برابر تیم ملی فوتبال اسکاتلند برگزار کرد.